# عمر حلمي
عمر حلمي ممثل أردني بدأ مسيرته الفنية بالعمل مع الهيئة الملكية للأفلام، شارك في مجموعة من الافلام القصيرة، ثم انتقل للعمل مع والده بفيلم (مطر نيسان) ومن ثم مسلسل(صناع الحضارة) ومسلسل (أصل الحكاية) و مسلسل (المبروكة).

## أعماله
- كرم_العلالي_(مسلسل) 2021
- مسلسل مامجي 2020
- مسلسل الخوابي 2019
- مسلسل الحي الشرقي 2019
- سكتشات الف حلم وحلم / رؤيا 2018
- سكتشات أنت الفخم / رؤيا 2018
- مسلس نوف 2018
- مسلسل أبناء القلعة 2017
- مسلسل الشوق 2017
- مسلسل العقاب والعفرا 2017
- مسلسل ضوء اسود فوزي/ التلفزيون الاردني 2017
- فلم العروس 2017
- فلم كيف تنتهي قبل ان تبدأ(مكافحة المخدرات) 2017
- فلم عود ناعم 2017
- مسلسل عشيات وادي اليابس (اذاعة)(مؤسسة الإذاعة والتلفزيون ) 2017
- فلم ترانزيت 2016
- فلم 308 2016
- مسرحية اشي بجنن 2016
- الدمعة الحمراء 2016
- سمرقند 2016
- مالك بن الريب 2016
- مسرحية صد رد 2015
- مسرحية ربيعنا أحلام 2015
- 25 فلم تعليمي للشركات 2015
- مسلسل موج ازرق عمر 2015
- مسلسل المبروكة 2014
- مسلسل اصل الحكاية 2013
- مسلسل صناع الحضارة 2012

## روابط خارجية
- موقع السنيما دوت كوم
- عمر حلمي ممثل واعد يمشي بخطى ثابتة
- لقاء مسلسل ( موج ازرق )